# Logística de líquidos
La logística de líquidos es una categoría especial de la logística que hace referencia a los productos líquidos. Por extensión se emplea dentro de la categoría "cadena logística de líquidos".
Las técnicas logísticas estándar se emplean generalmente para carga seca o productos unitarios. Los productos líquidos poseen unas especificaciones logísticas que los distingue de la carga seca. Véanse a continuación algunas de las características de los productos líquidos, que afectan a la logística de su manipulación: 
- El flujo de los líquidos de un nivel superior a otro inferior proporciona capacidad de trasvasar líquidos sin propulsión mecánica ni intervención manual.

- La adaptación de los líquidos a la forma del recipiente que los contiene proporciona gran flexibilidad a la hora de diseñar sistemas y usos de espacios "ciegos" para su almacenaje.

- El nivel de líquido depositado en un tanque puede servir para determinar la cantidad de líquido existente en dicho tanque de forma automática y continuada.

- Los líquidos proporcionan indicadores de cambios en sus características que pueden ser extraídos e interpretados cualitativa mente.

- Muchos de los riesgos de seguridad y protección pueden verse reducidos significativamente o ser eliminados mediante el uso de técnicas de logística de líquidos. Herramientas como los sensores del nivel de líquidos y metros de flujos resultan útiles a la hora de reducir riesgos de seguridad, al proporcionar mediciones directas, casi inmediatas y precisas de las movilizaciones y oscilaciones a lo largo del flujo de la cadena de suministro. Los riesgos de seguridad se ven reducidos en la medida en que las oscilaciones del producto a través del proceso de trasvase sean independientes y controladas.

- En algunos casos, los líquidos pueden ser bien "procesados" aprovechando el flujo descendente desde el dispositivo de producción original y, de este modo, ofrecer la posibilidad de mejora en la eficiencia en todo el suministro y una mayor flexibilidad en la naturaleza del producto en el punto de uso final.

Cada punto representa una diferenciación de la logística de líquidos a partir de técnicas empleadas para carga seca. Organizados y gestionados de la manera correcta, los anteriores puntos de diferenciación podrán beneficiar comercialmente a las empresas que producen, transportan o utilizan productos líquidos.